# ژانگ هانیو
ژانگ هانیو (انگلیسی: Zhang Hanyu؛ زادهٔ ۱۹ دسامبر ۱۹۶۴) یک هنرپیشه اهل جمهوری خلق چین است.
از فیلم‌ها یا برنامه‌های تلویزیونی که وی در آن نقش داشته است می‌توان به بازگشت به ۱۹۴۲ و پیام  و دیوار بزرگ  اشاره کرد.